# Gabriele Ferzetti
Gabriele Ferzetti (født 17. marts 1925 - død 2. december 2015) var en italiensk skuespiller. Han var måske bedst kendt for sin rolle som Morton i Vestens hårde halse, og som Marc Ange Draco i James Bond-filmen On Her Majesty's Secret Service.